# Heinz-Peter Mansel
Heinz-Peter Mansel (* 1958) ist ein deutscher Jurist und Professor für Bürgerliches Recht, Internationales Privatrecht, Rechtsvergleichung und Zivilverfahrensrecht an der Universität zu Köln. Er ist Direktor des Instituts für internationales und ausländisches Privatrecht der Universität zu Köln und Mitdirektor des International Investment Law Centre Cologne (IILCC). Er war von Anfang 2018 bis Ende 2020 Prorektor für Internationales der Universität zu Köln und gehörte bis Mitte 2021 dem Gründungsgremium der Europäischen Universität EUniWell an.

## Leben
Mansel studierte Rechtswissenschaften an den Universitäten Heidelberg, Genf und München. Er war Stipendiat der Studienstiftung des deutschen Volkes, deren Vertrauensdozent er heute ist. In München, wo er als Zweitfach Ethnologie studierte, legte er sowohl das Erste als auch das Zweite Staatsexamen ab. Nach der Promotion in München habilitierte er sich in Heidelberg unter der Betreuung von Erik Jayme. Auf eine Lehrstuhlvertretung an der Universität Regensburg und einem gleichzeitigen Lehrauftrag an der Universität Düsseldorf folgten 1999 Rufe an die Universitäten Düsseldorf, Regensburg, und Köln. Den Ruf Universität Köln nahm er an, wo er seitdem einen Lehrstuhl innehat; einen Ruf an die Ludwig-Maximilians-Universität München lehnte er 2010 ab. Mansel lehrte als Gastprofessor an der chinesischen Wuhan-Universität (2007) und an der University of California, Berkeley (2008/09) sowie an der Haager Akademie für internationales Recht (1998 und 2008). Er erhielt den Kelsen-Forschungspreis der Universität zu Köln (2017) und die Ehrendoktorwürde der İstanbul Altınbaş Universität (2020). Die Alexander-von-Humboldt-Stiftung verlieh ihm „in Anerkennung seiner besonderen Verdienste in der Förderung der internationalen wissenschaftlichen Zusammenarbeit“ die Werner-Heisenberg-Medaille (2022).
An der Universität zu Köln hat Mansel die binationalen Studiengänge im deutschen und türkischen Recht mit der İstanbul Bilgi Üniversitesi (Masterstudiengang) und der Kemerburgaz Universität Istanbul (Bachelor-Studiengang) sowie im deutschen und italienischen Recht mit der Università degli Studi di Firenze (Bachelor- und Masterstudiengang) ins Leben gerufen. Er ist seit dem Jahr 2010 Präsident des Deutschen Rats für Internationales Privatrecht. Er gehört der Nordrhein-Westfälischen Akademie der Wissenschaften, der Académie de droit comparé in Paris, der Società Italiana degli Studiosi del Diritto Civile sowie dem Rat der Deutschen Gesellschaft für Internationales Recht an. Er war über zwei Amtsperioden Vorsitzender des Fachbeirats des Max-Planck-Instituts für ausländisches und internationales Privatrecht in Hamburg und über zwei Wahlperioden Mitglied des Fachkollegiums Rechtswissenschaft der Deutschen Forschungsgemeinschaft, dabei zeitweise dessen Sprecher. Hinzu treten weitere Mitgliedschaften in wissenschaftlichen Vereinigungen und universitären Gremien. Mansel ist Gutachter u. a. für die Deutsche Forschungsgemeinschaft, die Alexander von Humboldt-Stiftung und die Studienstiftung des deutschen Volkes. Er ist Mitglied des Comitato Referees des Osservatorio del Diritto Civile e Commerciale sowie des Advisory Board of The Italian Law Journal.
Mansel war Sachverständiger für internationales Privatrecht des Auswärtigen Amts bei der Anhörung zur Umsetzung des Nationalen Aktionsplans Wirtschaft und Menschenrechte (2015), im Rechtsausschuss des Europäischen Parlaments zum Entwurf der Europäischen Erbrechtsverordnung und des Beauftragten der Bundesregierung für Kultur und Medien zu den Arbeiten am Entwurf des Kulturgüterrückgabegesetzes (beides 2005). Zusammen mit Wolfgang Ernst, Detlef Leenen, Frank Peters und Reinhard Zimmermann hat er Stellungnahmen zur Reform des Verjährungsrechts erarbeitet, die in die Arbeiten der Bund-Länder-Arbeitsgruppe „Verjährungsrecht“ im Rahmen der Schuldrechtsreform des Jahres 2002 eingeflossen sind.
Bei Mansel habilitierten sich Marc-Philippe Weller, Michael Stürner, Christine Budzikiewicz und Lukas Rademacher.

## Preise und Auszeichnungen (Auswahl)
- Mitglied der Nordrhein-Westfälischen Akademie der Wissenschaften
- Mitglied der Académie de droit comparé
- Kelsen-Forschungspreis der Universität zu Köln (2017)
- Ehrendoktorwürde der İstanbul Altınbaş Universität (2020)
- Werner-Heisenberg-Medaille der Alexander-von-Humboldt-Stiftung (2022)

## Werke und Herausgeberschaften (Auswahl)
- Direktansprüche gegen den Haftpflichtversicherer: Anwendbares Recht und internationale Zuständigkeit. C.F.Müller, Heidelberg 1986, ISBN 3-8226-2486-1.
- Personalstatut, Staatsangehörigkeit und Effektivität. Eine internationalprivat- und verfahrensrechtliche Untersuchung zu Mehrstaatern, einer Ausweichklausel für die Staatsangehörigkeitsanknüpfung und zum innerdeutschen Kollisionsrecht. C.H. Beck, München 1988, ISBN 978-3-406-32786-5. (Dissertation)
- Heinz-Peter Mansel und Christine Budzikiewicz: Das neue Verjährungsrecht in der anwaltlichen Praxis. Deutscher Anwaltverlag. C.H. Beck, Bonn 2002, ISBN 978-3-8240-0513-0.
- Staudinger BGB – EGBGB/IPR: Artikel 43–46 EGBGB (Internationales Sachenrecht). Sellier/de Gruyter, München/Berlin 2015, ISBN 978-3-8059-1040-8.
- Alfonso-Luis Calvo Caravaca, Angelo Davì und Heinz-Peter Mansel: The EU Succession Regulation: A Commentary. Cambridge University Press, Cambridge 2016, ISBN 978-1-107-12730-2.
- Thomas Heidel, Rainer Hüßtege, Heinz-Peter Mansel, Ulrich Noack, Bürgerliches Gesetzbuch: Allgemeiner Teil, EGBGB, Band 1, Nomos, Baden-Baden 4. Auflage 2021, ISBN 978-3-8487-4586-9.
- Rainer Hüßtege, Heinz-Peter Mansel, Bürgerliches Gesetzbuch: Rom-Verordnungen | EuGüVO | EuPartVO | HUP | EuErbVO, Band 6, Baden-Baden 3. Auflage 2019, ISBN 978-3-8487-4587-6

Zudem ist Mansel Mitherausgeber und Schriftleiter der Zeitschrift Praxis des Internationalen Privat- und Verfahrensrechts (IPRax) sowie der Schriftenreihe IPG – Gutachten zum internationalen und ausländischen Privatrecht, Mitherausgeber des Jahrbuchs für Italienisches Recht und weiterer Schriftenreihen. Zudem hat er große Teile des von Othmar Jauernig begründeten und nach diesem benannten Kurzkommentars zum BGB bearbeitet, insbesondere in der Rechtsgeschäftslehre und dem deutschen und internationalen Vertragsrecht. Im Kommentar Wieczorek/Schütze zur ZPO hat er die Drittbeteiligungsvorschriften umfassend kommentiert. In dem von Julius von Staudinger begründeten Großkommentar hat er das internationale Sachenrecht in einem Band dargestellt.